# Cassine curtipendula
Cassine curtipendula là một loài thực vật có hoa trong họ Dây gối. Loài này được (Endl.) Kuntze mô tả khoa học đầu tiên năm 1891.